# Farní sbor Českobratrské církve evangelické v Praze 4 – Jižní Město
Farní sbor Českobratrské církve evangelické v Praze 4 - Jižní Město je sborem Českobratrské církve evangelické v Praze. Sbor spadá pod Pražský seniorát.
Sbor byl ustaven jako samostatný roku 1946.
Sbor je v současné době neobsazen farářem, administruje Jonatan Hudec, kurátorkou je Hana Štěpánková.
Sbor se schází ve Sborovém domě Milíče z Kroměříže.

## Faráři sboru
- Josef Hájek (1945-1946, farář sboru Praha-Spořilov)
- Jan Smetana (1947-1961)
- Jaroslav Bartička (1962-1994)
- Tomáš Bísek (1996–2007)
- Michal Šourek (2007-2022)